# Кріс Фюріх
Кріс Фюріх (нім. Chris Führich, нар. 9 січня 1998, Кастроп-Рауксель, Німеччина) — німецький футболіст, центральний півзахисник клубу «Штутгарт» та національної збірної Німеччини.

## Ігрова кар'єра

### Клубна
Кріс Фюріх пройшов футбольні школи при клубах «Шальке 04», дортмундської «Боруссії» та «Рот-Вайса» (Обергаузен). У 2017 році футболіст приєднався до клубу Бундесліги «Кельн». На професійному рівні Фюріх дебютував у грудні того ж року, коли вийшов на заміну у матчі проти «Баварії». Всього в першій команді футболіст провів дві гри, весь інший час виступаючи за другу клубну команду.
У 2019 році Фюріх перейшов до дортмундської «Боруссії» але також грав лише у другій команді в Регіональній лізі. Перед початком сезону 2020/21 футболіста було відправлено в оренду у клуб Другої Бундесліги «Падерборн 07». Після закінчення оренди, півзахисник уклав з клубом повноцінний контракт але майже одразу його контракт перекупив клуб Бундесліги «Штутгарт». Першу офіційну гру у новій команді Фюріх провів 26 вересня 2021 року.

### Збірна
14 жовтня 2023 року у товариській грі проти США Кріс Фюріх дебютував у складі національної збірної Німеччини.

## Титули і досягнення
- Володар Кубка Німеччини (1):

«Штутгарт»: 2024-25